# Гьяси, Дэвид
Дэвид Кваку Асамоа Гьяси (англ. David Kwaku Asamoah Gyasi, род. 2 января 1980) — английский актёр. Гьяси родился в Хаммерсмите, Лондон. Его семья из Ганы. Наиболее известен благодаря главной роли в сериале «Изоляция», а также ролям в фильмах «Облачный атлас» (2012) и «Интерстеллар» (2014).

## Фильмография

### Фильмы
| Год  | Название                           | Ориг. название               | Роль                          | Примечания |
| ---- | ---------------------------------- | ---------------------------- | ----------------------------- | ---------- |
| 2003 | Чего хочет девушка                 | What a Girl Wants            | член банды Йена               |            |
| 2012 | Красные хвосты                     | Red Tails                    | капрал                        |            |
| 2012 | Облачный атлас                     | Cloud Atlas                  | Аутуа, Лестер Рей, Дуофизит   |            |
| 2012 | Тёмный рыцарь: Возрождение легенды | The Dark Knight Rises        | тощий заключенный             |            |
| 2014 | Интерстеллар                       | Interstellar                 | Ромилли                       |            |
| 2017 | Аннигиляция                        | Annihilation                 | Даниель                       |            |
| 2017 | Хантер Киллер                      | Hunter Killer                | Начальник катера USS Арканзас |            |
| 2019 | Последний шаг                      | Cold Blood                   | Малколм                       |            |
| 2019 | Малефисента: Владычица тьмы        | Maleficent: Mistress of Evil | Персиваль                     |            |
| 2020 | Питер Пэн и Алиса в стране чудес   | Come Away                    | Капитан Джеймс                |            |

### Телевидение
| Год  | Название     | Ориг. название       | Роль                                                   | Примечания      |
| ---- | ------------ | -------------------- | ------------------------------------------------------ | --------------- |
| 2006 | Торчвуд      | Torchwood            | пациент больницы                                       | 1 эпизод        |
| 2012 | Доктор Кто   | Doctor Who           | Харви                                                  | 1 эпизод        |
| 2016 | Изоляция     | Containment          | Лекс Карнахан                                          | регулярная роль |
| 2018 | Падение Трои | Troy: Fall of a City | Ахиллес                                                | регулярная роль |
| 2019 | Карнивал Роу | Carnival Row         | Агрос                                                  | регулярная роль |
| 2023 | Дипломатка   | The Diplomat         | Остин Деннисон, министр иностранных дел Великобритании |                 |